# Kościół Niepokalanego Serca Najświętszej Maryi Panny w Strupinie
Kościół Niepokalanego Serca Najświętszej Maryi Panny – rzymskokatolicki kościół parafialny należący do dekanatu Prusice archidiecezji wrocławskiej. Jest jedynym rejestrowanym zabytkiem miejscowości.
Obecna świątynia została wzniesiona jako ewangelicka w 1878 roku według projektu mistrza budowlanego Krause ze Strupiny. Swoim kształtem budowla nawiązuje do świątyni starochrześcijańskiej, posiada elementy neoromańskie nawiązujące do Karla Friedricha Schinkla (są to odkryty drewniany strop, wieża) i motywy w stylu neogotyckim. We wnętrzu na ścianie zachodniej zostały wmurowane liczne kartusze i epitafia rodów szlacheckich – kolatorów świątyni oraz nagrobki w stylu późnorenesansowym z XVII wieku, przeniesione z rozebranego kościoła, m.in.:
- Sebastiana von Nostitz (zm. 1587) z herbami: 
  - po lewej stronie, von: Nostitz, Zopterwolf, Lewen, Promitz;
  - po prawej, von: Popschitz, Nostitz, Warkoschen, Rechenberg;
- Margarety von Buswoyen (zm. 1609), żony Antonia von Pusch z herbami:
  - po lewej stronie, von:  Buswoyen, X,
  - po prawej, von: Kreckwitz, Seherr von Thoss
- Heleny von Schirnagern, (zm.  1610), żony Nickela Latufskes 
  - po lewej stronie, von: Schirnagern
  - po prawej, von: Falkenhayn
- Kathariny von Nostitz (zm. 1606), żony Kaspara von Seidlitz und Mirschelwitz
  - po lewej stronie, von: Nostitz, Loeben (?),
  - po prawej, von: X, Promniz, Rothkirch (?)
- Hansa von Prittwitz (zm. 1589)
  - po lewej stronie, von: Prittwitz, Czirn
  - po prawej, von: Falkenhayn, Glaubitz
- Georga von Kottwitz (zm. 1605)
  - po lewej stronie, von: Kottwitz
  - po prawej, von: X, Hochberg, Predel (?)
- Sebastiana von Nostitz (zm. 1580)
  - po lewej stronie, von: 1 Nostitz 2 Loeben 3 Scharfenort  4  Stuttenhainer
  - po prawej, von: 1 Kupperwolf 2 Promnitz 3 Schaurken 4 Rothkirchen
- Sebastiana von Nostitz (zm. 1587)
  - po lewej stronie, von: Nostritz, Kupperwolf, Loeben (Lewen), Promnitz
  - po prawej, von: Poppschütz (Popschitz), Nostritz, Warkoschen, Rechenberg
- Heleny von Dirn (zm. 1617), żony Friedricha von Giersdorf
  - po lewej stronie, von: Dyhrn (Dirn), Eicke
  - po prawej, von: Parchwitz,  Lestwitz
- Christopha von Runge (zm. 1606)
  - po lewej stronie, von: Runge, x, Weisbach (?), Sommerfeld
  - po prawej, von: Lessel, Sack, Rohr, Stosch[2]